# مورن ترانکل
مورن ترانکل (به لاتین: Morne Tranquille) یک منطقهٔ مسکونی در گرنادا است که در Saint David Parish, Grenada واقع شده‌است. مورن ترانکل ۱۴۱ متر بالاتر از سطح دریا واقع شده‌است.